# Mont Pourri
Der Mont Pourri ist mit einer Höhe von 3779 m nach der Grande Casse der zweithöchste Berg des Vanoise-Massivs, einer Untergruppe der Grajischen Alpen im französischen Département Savoyen.
Nachdem William Mathews, dem 1860 zusammen mit Michel Croz bereits die Erstbesteigung der Grande Casse gelungen war, danach am Mont Pourri gescheitert war, beauftragte er Croz, den besten Aufstiegsweg zu erkunden. Dabei gelang Michel Croz am 4. Oktober 1861 die Erstbesteigung. 
Der Name des Berges bedeutet auf Französisch wörtlich „verdorbener Berg“. Da die Region jedoch zum (traditionell) arpitanischen (franko-provenzalischen) Sprachraum gehört, entspricht dies nicht unbedingt der ursprünglichen Bedeutung.
Die Schutzhütte Refuge du Mont Pourri ist Ausgangspunkt des Normalwegs auf den Mont Pourri.